# 竹叶红山茶
竹叶红山茶（学名：Camellia bambusifolia）为山茶科山茶属的植物。分布于中国大陆的四川等地，生长于海拔2,100米的地区，一般生长在常绿林中，目前尚未由人工引种栽培。